# Cyrtandra foliosa
Cyrtandra foliosa är en tvåhjärtbladig växtart som beskrevs av Spencer Le Marchant Moore. Cyrtandra foliosa ingår i släktet Cyrtandra och familjen Gesneriaceae. Inga underarter finns listade i Catalogue of Life.